# Takbír

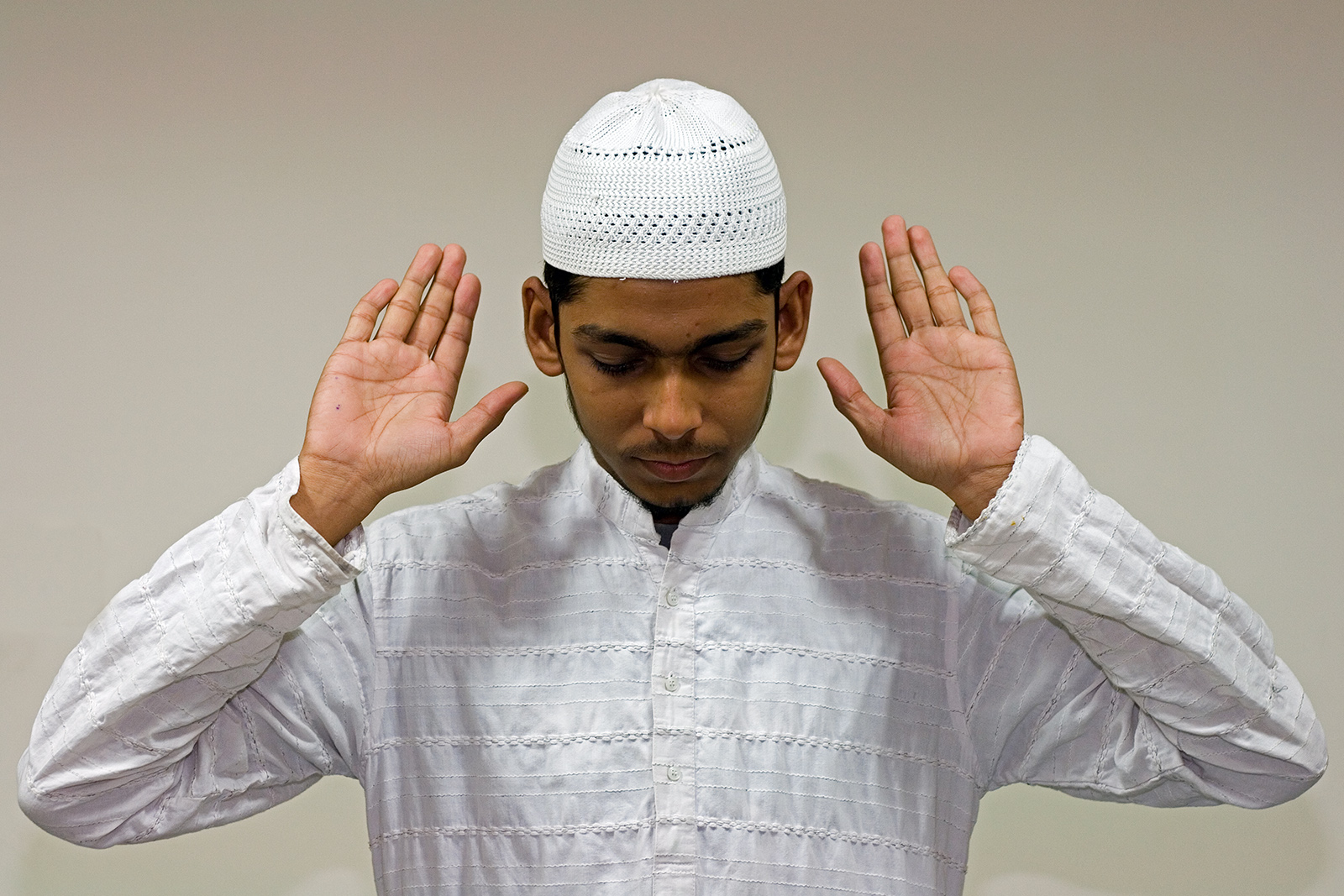
Indický muslim zvedá ruce při recitaci takbíru v modlitbě

Takbír (تَكْبِير) je arabský název pro frázi Allāhu akbar (الله أكبر). Obvykle se překládá jako „Bůh je veliký“ nebo „Bůh je největší“. Jedná se o běžný arabský výraz, používaný jak jako neformální vyjádření, tak jako formální deklarace islámské víry.

## Definice a gramatika
Allāhu je nominativ ke slovu Alláh (Bůh v islámu). Akbar je elativ přídavného jména kabīr, „velký“. V semitských jazycích může elativ fungovat jako superlativ (nejlepší) nebo jako komparativ (lepší). Samotný termín takbīr (تَكْبِير) je slovesné podstatné jméno (tafʿīlun) z třípísmenného kořene k-b-r „velký“. Slovo akbar, jak je použito v takbir, představuje superlativ, obvykle překládaný jako „největší“. V arabštině ho lze ale používat i jako komparativ, kdy ho lze v tomto kontextu přibližně překládat jako „větší“.

## Použití
Tuto frázi muslimové recitují v mnoha různých situacích – například když jsou šťastní nebo chtějí vyjádřit souhlas, když chtějí velebit kazatele, během bitev, ale i v okamžicích extrémního stresu nebo euforie.
Fráze se pronáší při každé fázi jak povinných modliteb, které se vykonávají pětkrát denně, tak i osobních modliteb, vykonávaných z vlastní vůle. Také muslimské svolávání k modlitbě (azán) a začátek modlitby (iqama) obsahují tuto frázi, kterou lze zaslechnout ve městech po celém muslimském světě.
Takbīr (تَكْبِير) je pouze název výrazu, zatímco fráze samotná je „Allāhu akbar“. V islámském světě často místo potlesku někdo zvolá „takbīr“ a dav odpoví sborem „Allāhu akbar“.
Je to také státní motto Iráku.

## Symbolika
Od roku 1980 se Takbír používá na Íránské vlajce; nejde o státní znak ve středu vlajky, ale o stylizovaný, bílý nápis v arabském kúfickém písmu při dolním okraji zeleného pruhu a při horním okraji červeného, který se vždy 11× opakuje.

Íránská vlajka